# Gordon Reinholz
Gordon Reinholz (* 1979 in Eberswalde) wurde als Vorsitzender und Hauptorganisator der neonazistischen Freien Kameradschaft „Märkischer Heimatschutz“ und als Redner und Organisator von rechtsextremen Aufmärschen mit Schwerpunkt in Brandenburg bekannt.

## Führender Aktivist der Freien Kameradschaftsszene in Brandenburg
Gordon Reinholz aus Eberswalde wurde nach der politischen Wende in der DDR in der ostdeutschen Neonazi-Szene aktiv und war regelmäßiger Besucher eines von rechtsextremen Jugendlichen dominierten städtischen Jugendclubs. Hier wurden Frank Schwerdt und Christian Wendt auf ihn aufmerksam, die in Berlin und Brandenburg den Aufbau von Freien Kameradschaften im Umfeld des Berliner Vereins „Die Nationalen“ betrieben und hierfür junge Kader schulten. Gemeinsam mit Reinholz bauten sie die Jugendorganisation „Junges Nationales Spektrum“ (JNS) auf. Reinholz fiel des Weiteren wenig später auf, als er Propagandamaterial im Oberstufenzentrum von Eberswalde verteilte, worin der Holocaust geleugnet wurde.
1997 gründete Reinholz den „Kameradschaftsbund Barnim“. Am 24. November 2001 wurde auf Betreiben von Reinholz der Märkische Heimatschutz gegründet. Die Vereinigung hatte 2004 etwa 45 Mitglieder, die Leitung lag bei Reinholz. Das Ziel war die Stärkung der rechtsextremistischen Szene in den Landkreisen Barnim und Uckermark.
Reinholz und der MHS unterhielten enge Verbindungen zu den 2005 verbotenen Berliner Kameradschaften „Kameradschaft Tor“ und „Berliner Alternative Süd-Ost“. Darüber hinaus engagiert er sich maßgeblich in dem überregionalen Zusammenschluss „Nationales und Soziales Aktionsbündnis Mitteldeutschland“. Am 4. November 2006 löste sich der MHS auf.
Zu den Aktivitäten gehört auch die „Anti-Antifa-Arbeit“. Bei mehreren Hausdurchsuchungen in den Wohn- und Geschäftsräumen von Reinholz in Eberswalde 1999, 2003 und 2004 wurde festgestellt, dass dieser systematisch Adressen und persönliche Daten von vermeintlichen Antifaschisten und anderen politischen Gegnern, aber auch von Polizisten, Richtern, Staatsanwälten und Journalisten sammelte.
Bei weiteren MHS-(Vorstands-)Mitgliedern konnten 2002 Waffen und Anleitungen zum Bombenbau beschlagnahmt werden.
Seit 2001 produziert Reinholz zusammen mit Schwerdt den „Märkischen Boten“ und „Uckermark Boten“, zwei regionale rechtsextreme Zeitungen in der Nachfolge der Berlin-Brandenburger Zeitung, und beteiligt sich damit am „Nationalen Medienverbund“. In der von Reinholz mitverantworteten Zeitschrift Mitteldeutsche Jugendzeitung fand sich die Behauptung eines „lange geplanten Völkermordes an Deutschland [...] mittels Totaldurchrassung“: „Gemäß der jüdischen Holocaustrezepturen waren und sind es die fremdrassigen Exoten, die man ins überdicht besiedelte Rumpf-Deutschland fluten ließ und lässt.“

## Funktionär der NPD
1998 trat Reinholz zusammen mit Frank Schwerdt in die NPD ein und übernahm hier schnell leitende Funktionen, wie beispielsweise Beisitzer im Vorstand der NPD-Jugendorganisation „Junge Nationaldemokraten“ (JN) und NPD-Stützpunktleiter für Barnim/Uckermark. Aufgrund von Spannungen mit anderen Parteimitgliedern und älteren Neonazis wurde Reinholz Anfang 2002 aus der NPD ausgeschlossen. Gerüchten zufolge soll ihm vorgeworfen worden sein, Materialien und Parteigelder veruntreut zu haben und als Mitarbeiter des Verfassungsschutzes aktiv gewesen zu sein.
Danach näherte sich Reinholz wieder der NPD an und trat als „Vertreter parteiunabhängiger Organisationen“ für die NPD bei der Bundestagswahl 2005 auf Platz 6 der Berliner Landesliste und als Direktkandidat im Wahlkreis Berlin-Mitte an.

## Redner und Organisator bei rechtsextremen Kundgebungen
Reinholz tritt häufig als Organisator und Redner von bzw. auf rechtsextremen Kundgebungen mit dem Schwerpunkt in Berlin und Brandenburg auf wie z. B. 2002 in Hoyerswerda, 2003 in Berlin, Cottbus und Strausberg, 2004 in Schwedt, Bernau, Strausberg und Potsdam. Außerdem trat er beispielsweise als Referent auf einer Tagung der rechtsextremistischen Arbeitsgemeinschaft für demokratische Politik (AFP) in Feldkirchen (Kärnten, Österreich) zwischen dem 15. und 17. Oktober 2004 auf.

## Vorstrafen und Ermittlungsverfahren
Reinholz, der in der Öffentlichkeit offensiv als „Nationalist“ auftritt, distanzierte sich von Gewalt. Demgegenüber stehen mehrere Ermittlungsverfahren und Verurteilungen wegen einschlägiger Delikte wie gefährlicher Körperverletzung, Verdacht auf Bildung einer kriminellen Vereinigung und versuchte Nötigung. So war er beispielsweise nach Angaben des Brandenburger Verfassungsschutzes im Jahr 2003 mit Vollgas auf zwei Polizeibeamte zugefahren. Am 13. August desselben Jahres wurde Reinholz beim Kleben von Plakaten mit dem Konterfei des Hitler-Stellvertreters Rudolf Heß in Joachimsthal aufgegriffen.